# Johann Adolf Friedrich von Gentzkow
Johann Adolf Friedrich von Gentzkow, auch Johann Adolph Friedrich von Gentzkow (* 9. April 1731 in Pommern; † 29. April 1782 in Dewitz) war ein deutscher Schriftsteller und Gutsbesitzer auf Dewitz.

## Leben
Johann Adolf Friedrich von Gentzkow war ein jüngerer Sohn des Landrats, stargardischen Vize-Landmarschalls und Gutsbesitzers auf Dewitz, Zernitz und Carnin, Ernst Ludwig von Gentzkow (* 29. November 1695; † 30. März 1762), und dessen zweiter Ehefrau Barbara von Klinckowström († 1737) aus dem Hause Hövet.
Gentzkow wurde 1731 irgendwo in Pommern geboren, studierte ab 1749 in Greifswald Rechtswissenschaften und trat 1754 als Kammerjunker in die Dienste des regierenden Herzogs Adolf Friedrich IV. von Mecklenburg-Strelitz. Als er nach dem Tod seines Vaters 1762 die Verwaltung des geerbten Gutes Dewitz übernahm und infolgedessen aus dem Hofdienst ausschied, erhielt er den Titel eines Oberkammerjunkers. Nach einer persönlichen Begegnung schrieb Thomas Nugent über ihn:  Er „hat die Stelle eines Kammerjunkers [...] Er spricht sehr gut englisch, welches er bloß durch eigenen Fleiß erlernt hat, denn er ist nie in England gewesen, übrigens ist er nur klein von Statur, wohlgebildet und von starker Gesundheit.“ Gentzkow starb 1782 auf seinem Gut in Dewitz und wurde dort am 7. Mai 1782 mit einer „Standrede“ (Leichenpredigt) beigesetzt.
Johann Adolf Friedrich von Gentzkow veröffentlichte Gedichte und philosophische Betrachtungen. Er war der Vater der Schriftstellerin Johanna von Bültzingslöwen.

## Familie
Er heiratete  am 10. Dezember 1762 in Berlin Maria Charlotte von Holstein aus dem Hause Ballin.
Das Paar hatte acht Kinder:
- Charlotte Christiane Barbara Magdalena (* 1763)
- Friedrich Theodor Ludwig  (* 11. Oktober 1764; † 24. Januar 1836) ⚭ Charlotte Barbara Dorothea von Wolky (* 10. September 1773; † 29. März 1847), Tochter des Generalmajors Friedrich Gideon von Wolky
- Lothar (Karl) Ernst (Leopold) (1765–1809), Gutsbesitzer auf Dewitz, Landrat ⚭ Christine Marie Barnim von Maltzahn (* 1763)
- N.N., ein 1767 totgeborener Sohn
- Johanna (Sophie Beate Friederike Elisabeth) (* 1770) ⚭ 1796 (um 1797 geschieden oder verwitwet) Friedrich Heinrich von Bültzingslöwen, preußischer Hauptmann
- Georg Johann Christoph Viktor (1771–1771)
- Marie Katharine Wilhelm Philippine (* 1773)
- Carolina Bernhardina Henrietta (* 1774)

## Werke
- Versuch in kleinen Gedichten. Leipzig 1758 (Digitalisat)
- Sammlung vermischter Gedichte. 2 Teile. Leipzig 1759–1761:

1. Teil:  Sammlung vermischter Gedichte. Leipzig 1759 (Digitalisat)
2. Teil: Fortgesetzte Sammlung vermischter Gedichte. Leipzig 1761 (Digitalisat)
- Betrachtungen über den Zweck des menschlichen Daseyns. Bützow 1769. (Digitalisat)
- Oden und vermischte Gedichte. 2., erweiterte Aufl. [der Ausg. 1759/61]. Greifswald, 1771. (Digitalisat)